# 石以定
石以定，北宋时西南石番（五姓番之一）首领，五姓番大约在今贵州省惠水县一带。
宋神宗熙宁六年（1073年），石以定与龙番、罗番、方番等八百九十人入觐宋朝，向宋朝朝廷进贡丹砂、毡、马，获赐袍带、钱帛。宋哲宗元祐二年（1087年）石以定自称“西平州武圣军”，继续向宋朝入贡。礼部言元丰著令以五年一贡为限，当年未及期限。皇帝下诏特令入贡。